# Katastrofa lotu Dana Air 992
Katastrofa lotu Dana Air 992 do której doszło 3 czerwca 2012 roku w byłej stolicy Nigerii, Lagos. W katastrofie śmierć poniosły 159 osób – 147 pasażerów i 6 członków załogi samolotu oraz 6 osób znajdujących się na ziemi.

## Samolot
Katastrofie uległ samolot pasażerski McDonnell Douglas MD-83 produkcji amerykańskiej, noszący fabryczny numer seryjny 53019. Maszyna została wyprodukowana w 1990 roku i dostarczona liniom Alaska Airlines. MD-83 był w posiadaniu tych linii do lutego 2009 roku. Wówczas został zakupiony przez nigeryjskie linie Dana Air. Samolot mógł zabierać na pokład do 172 pasażerów.

## Katastrofa
Samolot wystartował z portu lotniczego Abudża do Lagos. 20 kilometrów przed lotniskiem, załoga zgłosiła problem z maszyną. Samolot podczas podejścia do lądowania zawadził o linię wysokiego napięcia i runął na dwupiętrowy budynek, 4 kilometry od początku pasa startowego. W katastrofie śmierć poniosły wszystkie 153 osoby przebywające na pokładzie samolotu oraz sześć osób znajdujących się na ziemi.

## Przyczyny
17 minut po starcie załoga zauważyła problemy z pracą lewego silnika JT8D - pomimo zmian pozycji przepustnicy silnik do końca lotu wytwarzał ciąg jałowy. Przyczyną awarii miał być niewłaściwie zainstalowana izolacja przewodów paliwowych w czasie remontu w 2011 r. w USA, który doprowadził do przerwania jednego z przewodów. Producent Pratt & Whitney w 2001 r. wydał zalecenie wymiany przewodów paliwowych, aby wyeliminować ryzyko wycieku paliwa. Prawy silnik został zmodyfikowany w czasie remontu w 2005 r. W 2013 r. inny MD-83 linii Dana uległ podobnej awarii co rozbity samolot, ale bezpiecznie wylądował, dzięki temu badający przyczynę katastrofy zidentyfikowali przyczynę utraty ciągu prawego silnika. Drugim czynnikiem, który doprowadził do katastrofy było zignorowanie problemu przez załogę, która nie sprawdziła procedury na wypadek awarii silnika, nie powiadomiła o problemie kontroli lotów i kontynuowała lot. Samolotem dowodził 55-letni Amerykanin z ponad 18 tys. godz. nalotu na DC-9, MD-83 i A320, a drugim pilotem był 34-letni Hindus z 1100 godz. za sterami. W 2009 r. licencja kapitana została zawieszona przez nieprzestrzeganie procedur inspekcyjnych i niebezpieczne lądowania. Odzyskał ją w 2011 roku, a pracę w Nigerii rozpoczął w 2012 r. na trzy miesiące przed katastrofą. Gdyby załoga sprawdziła instrukcję na wypadek utraty jednego z silników powinna zawrócić do Abudży lub wylądować w Ibadan. Samolot zniżał się do Lagos zbyt szybko przez co konieczne było zwiększenie mocy prawego silnika. 17 km przed lotniskiem silnik nr 2 nie zareagował na zwiększanie obrotów i wytwarzał niedostateczny ciąg. Załoga usiłowała uruchomić go ponownie, ale nie używała w tym celu instrukcji. Samolot opadał przez kolejne trzy minuty przed zderzeniem z ziemią. Nie ustalono przyczyny awarii drugiego silnika

## Narodowości pasażerów i załogi
| Kraj              | Pasażerowie | Załoga | Razem |
| ----------------- | ----------- | ------ | ----- |
| Nigeria           | 134         | 3      | 137   |
| Chiny             | 6           | –      | 6     |
| Stany Zjednoczone | 2           | 1      | 3     |
| Indie             | –           | 1      | 1     |
| Indonezja         | –           | 1      | 1     |
| Benin             | 1           | –      | 1     |
| Francja           | 1           | –      | 1     |
| Kanada            | 1           | –      | 1     |
| Liban             | 1           | –      | 1     |
| Niemcy            | 1           | –      | 1     |
| Razem             | 147         | 6      | 153   |

- Źródło:[4]